# Perafita
Perafita – gmina w Hiszpanii, w prowincji Barcelona, w Katalonii, o powierzchni 15,98 km². W 2011 roku gmina liczyła 407 mieszkańców.